# خاویر ماتزونی
خاویر ماتزونی (انگلیسی: Javier Mazzoni؛ زادهٔ ۴ فوریهٔ ۱۹۷۲) بازیکن فوتبال اهل آرژانتین است.
از باشگاه‌هایی که در آن بازی کرده‌است می‌توان به باشگاه فوتبال مونته‌ویدئو واندررز، باشگاه فوتبال اتلتیکو تیگره، باشگاه فوتبال نانت، باشگاه فوتبال آرسنال ساراندی، باشگاه فوتبال فیگیرنسه، باشگاه فوتبال راسینگ سانتاندر، باشگاه فوتبال لوزان-اسپورت، و باشگاه اتلتیکو ایندپندینته اشاره کرد.